# Downtown Los Angeles

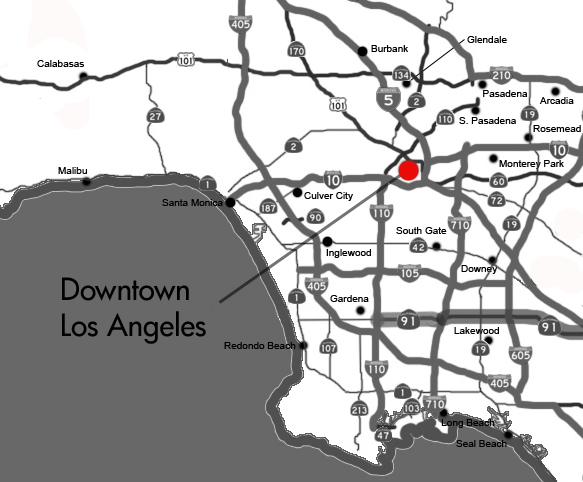
Übersichtsplan von Los Angeles mit Downtown L.A.

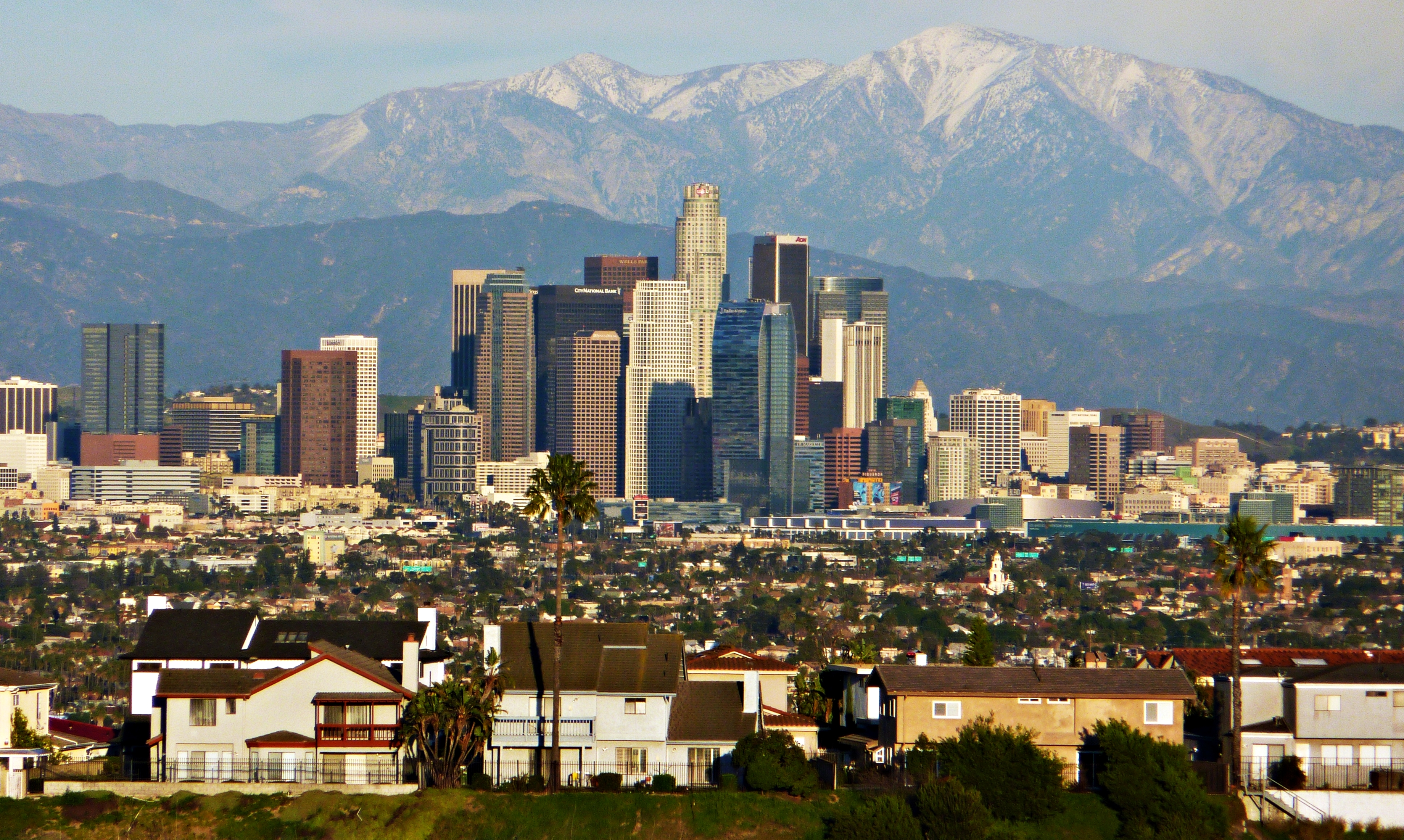
Blick auf die Skyline von Downtown L.A.

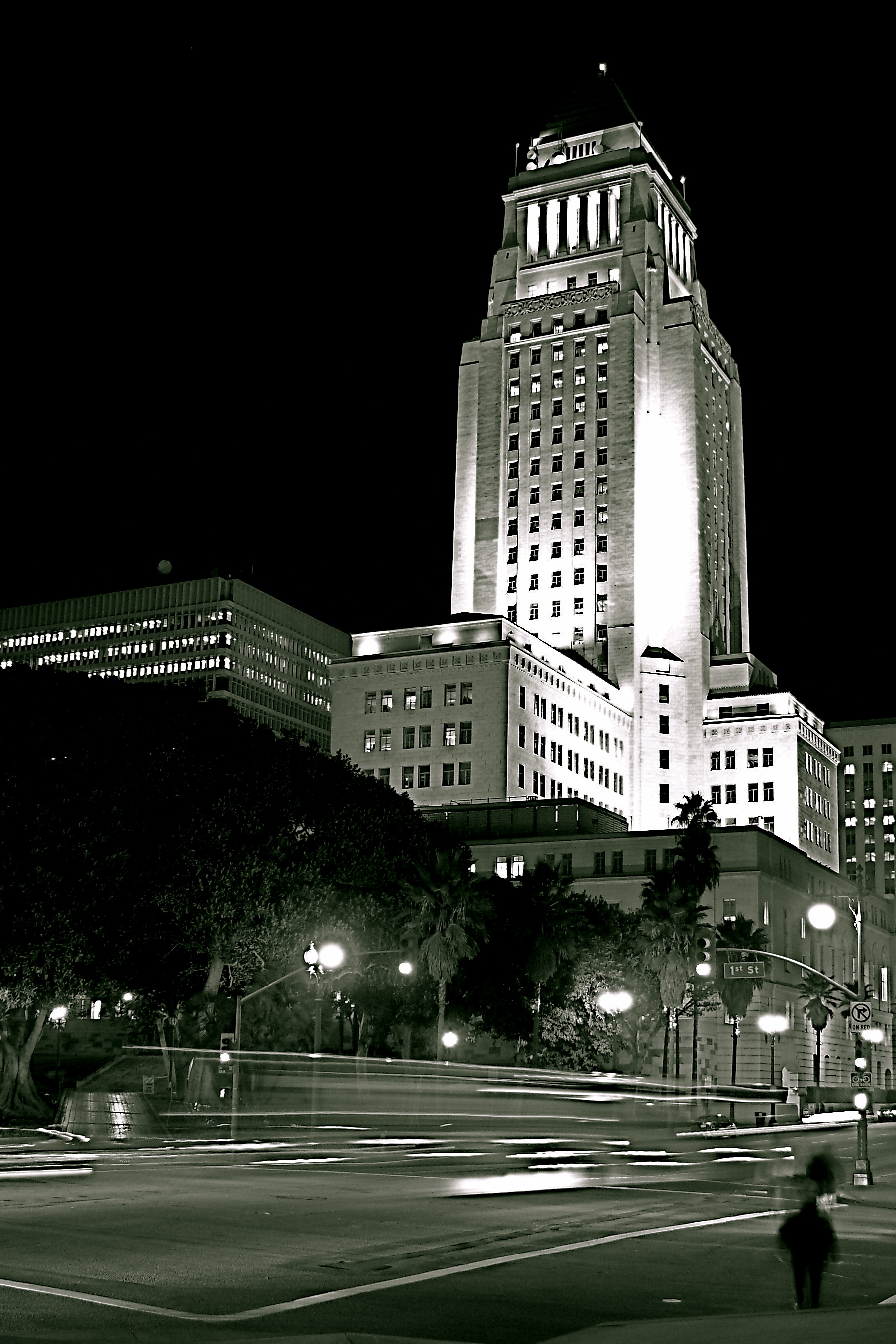
Rathaus von Los Angeles, eines der markantesten Bauwerke in der Innenstadt

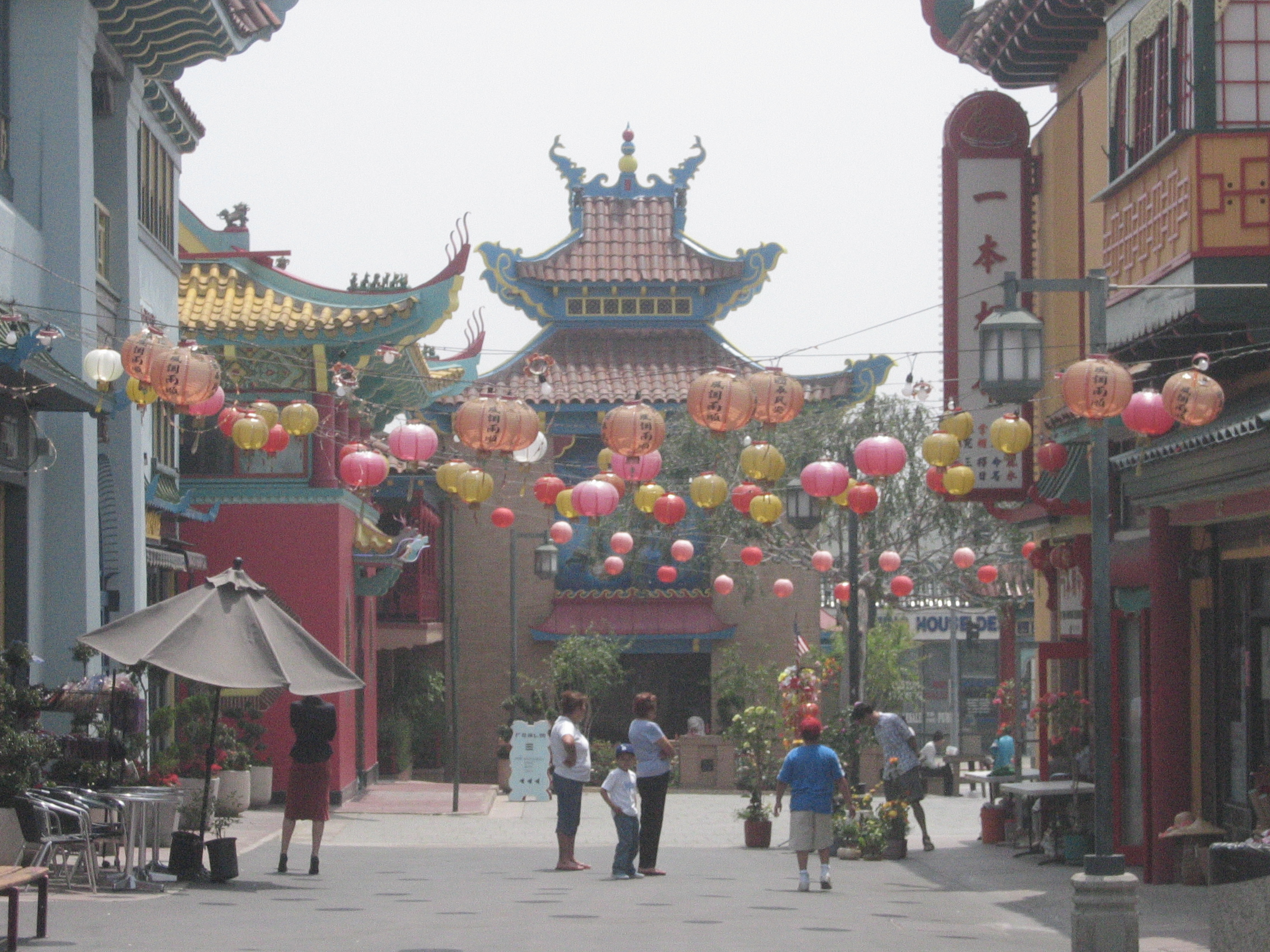
Chinatown von Los Angeles

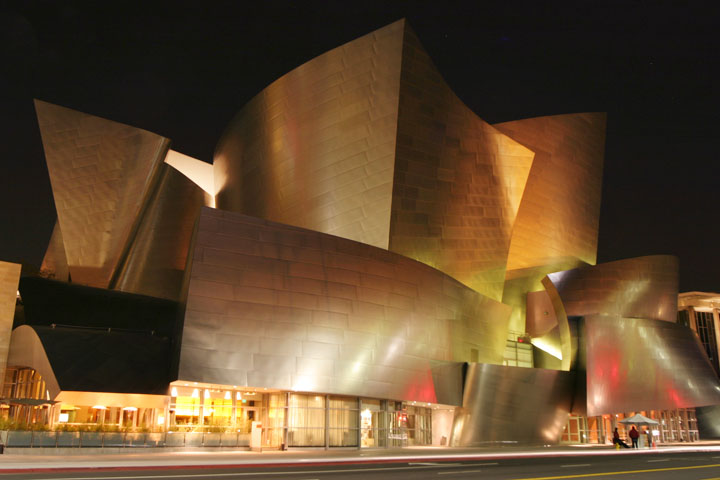
Die Walt Disney Concert Hall bei Nacht

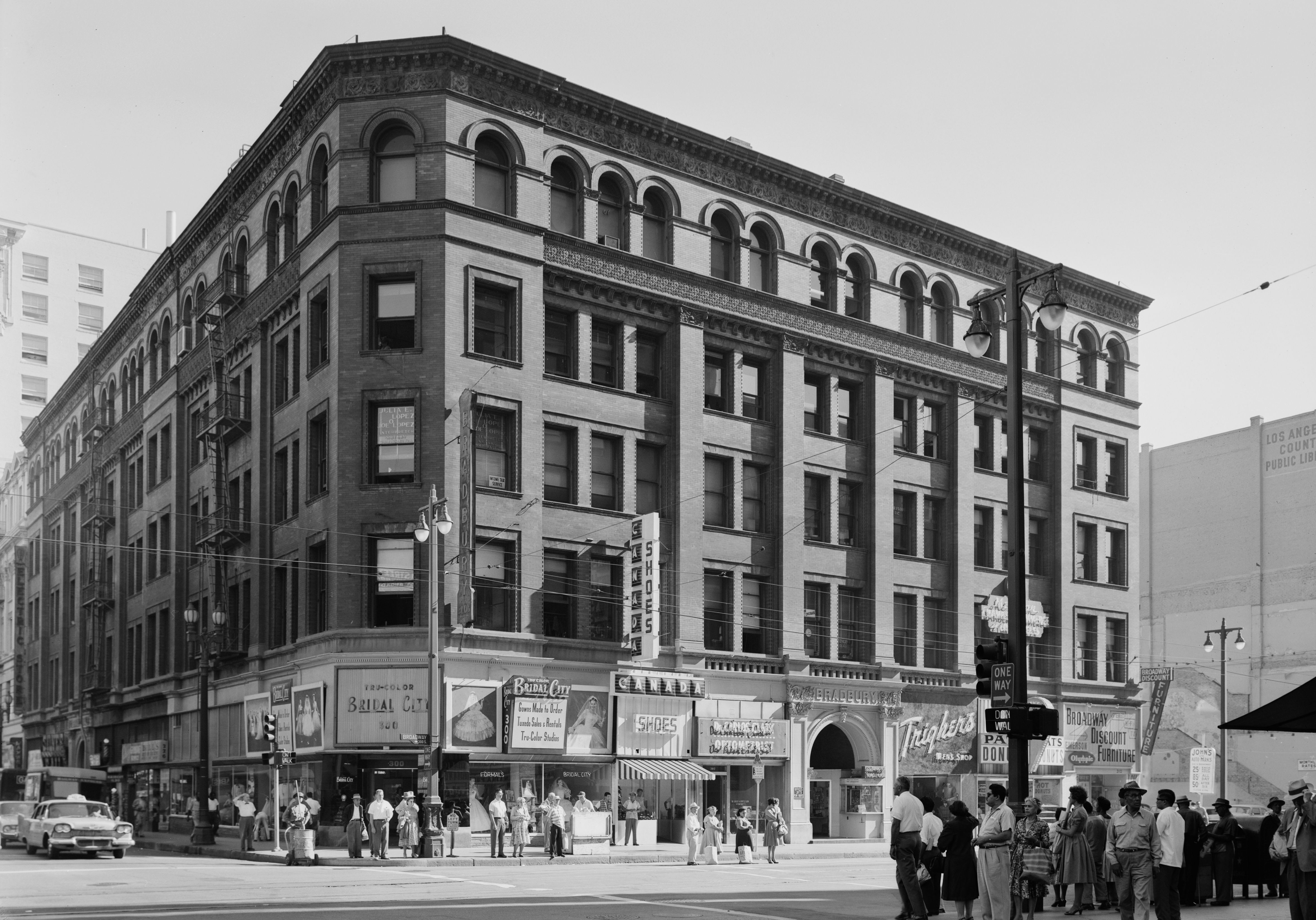
Das Bradbury Building im Jahr 1960

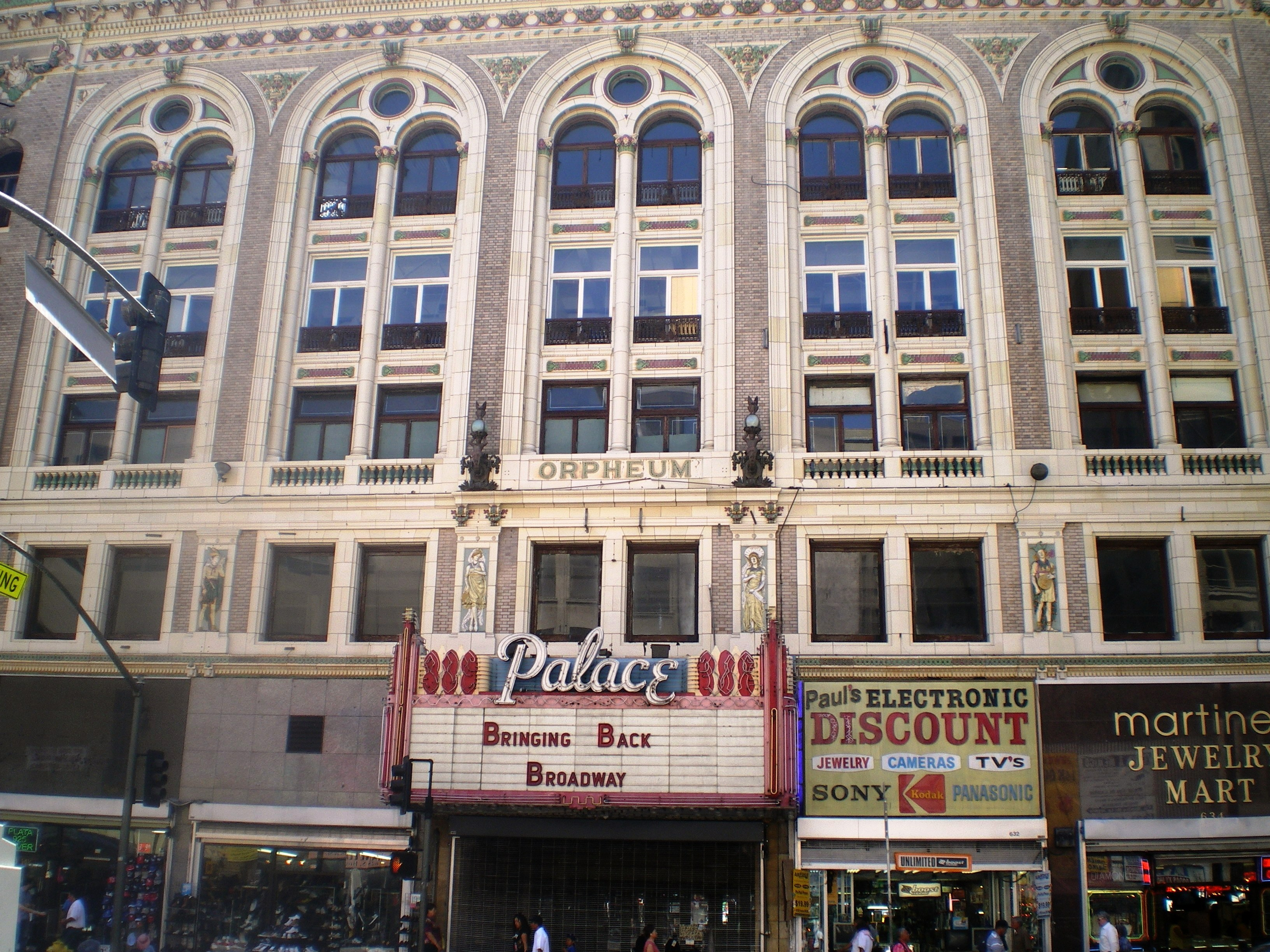
Das 1911 eröffnete Palace Theatre am South Broadway ist eines der zahlreichen Filmpaläste in Historic Core

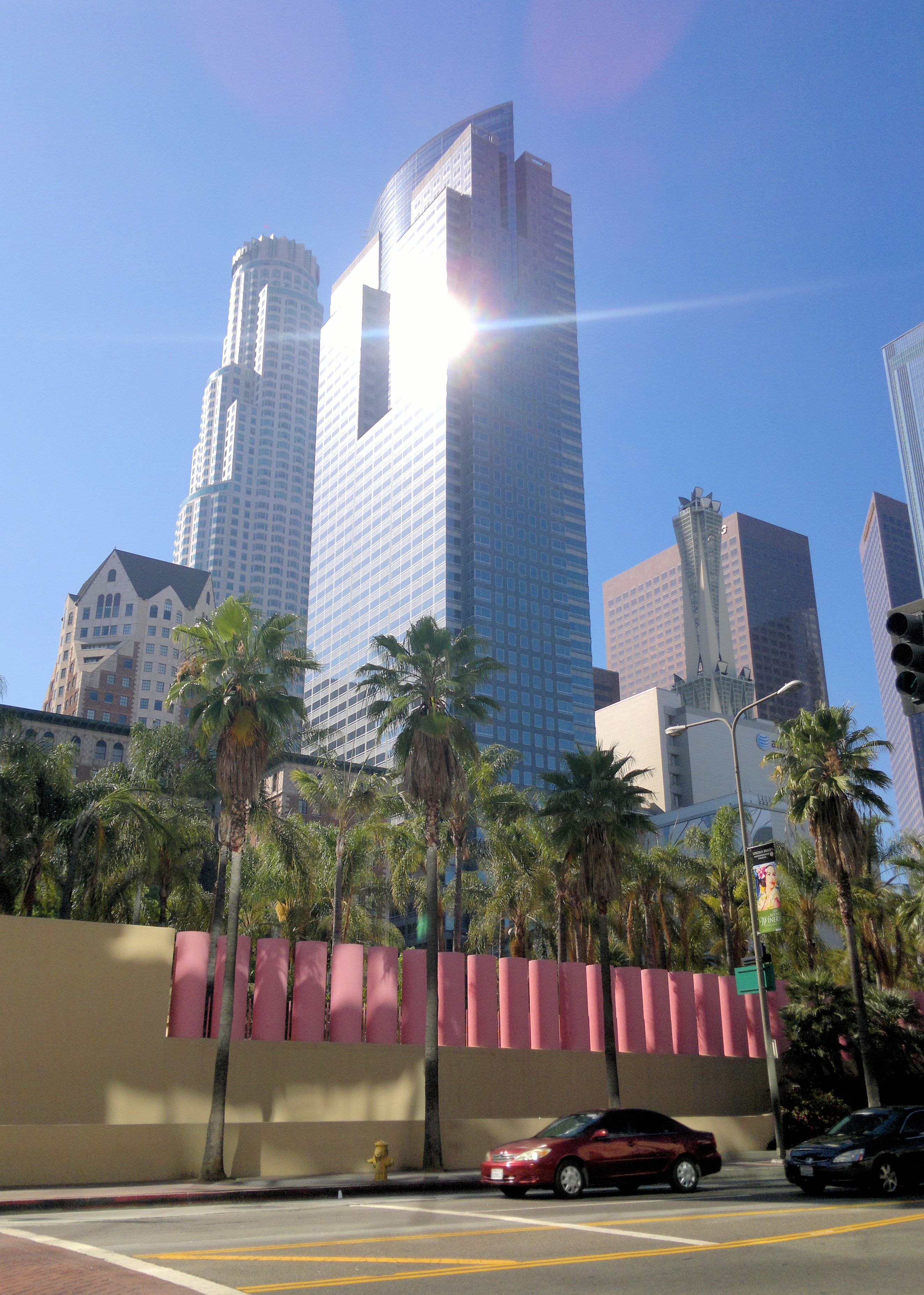
Palmen inmitten von Wolkenkratzern am Pershing Square.

Downtown Los Angeles, häufig abgekürzt zu Downtown L.A., auch DTLA, ist die Innenstadt von Los Angeles. Sie befindet sich ungefähr im geographischen Mittelpunkt des ausgedehnten Stadtgebietes und liegt fast genau an dem Ort, an dem vor fast 250 Jahren die Gründung der Stadt durch spanische Missionare und Siedler erfolgte. Heute befindet sich dort das politische Zentrum sowohl der Stadt als auch des County Los Angeles. Darüber hinaus ist Downtown L.A. der Sitz zahlreicher kultureller und wirtschaftlicher Institutionen.
Wie die meisten Stadtviertel von Los Angeles hat auch Downtown L.A. keine offiziellen Grenzen. Jedoch kann eine ungefähre Einordnung anhand des Los Angeles River im Osten, des Hollywood Freeway im Norden, des Santa Monica Freeway im Süden und des Harbor Freeway im Westen erfolgen.

## Geschichte
Die ersten Siedler im heutigen Innenstadtgebiet waren Indianer vom Stamm der Tongva. Die Tongva-Siedlung Yangna befand sich etwa auf dem Gelände des heutigen Civic Center in Downtown. Yangna war die zentrale Siedlung der Tongva und ein naher heiliger Baum der Versammlungsort des Volkes.
Juan Crespí, ein spanischer Franziskaner erreichte die Gegend im Jahr 1769 als Teilnehmer der Expedition von Gaspar de Portolà. Er befand, die Region habe „alle Voraussetzungen für eine größere Siedlung“.
Am 4. September 1781 wurde dort, wo sich heute die Olvera Street am Nordrand der Innenstadt befindet, die Stadt offiziell gegründet.
Im Jahre 1876 wurde Südkalifornien von Los Angeles aus zum ersten Mal mit der Eisenbahn an den Rest des gewaltigen Landes angeschlossen. Weitere Eisenbahnlinien kamen schnell hinzu. Für die Anbindung des sich rapide entwickelnden Großraumes Los Angeles entstanden gleich zwei Systeme von Straßenbahnlinien mit Downtown Los Angeles in ihrer Mitte. Zu Beginn des 20. Jahrhunderts wurde das Netz der privaten und öffentlichen Eisenbahnen, die von Downtown L.A. aus die Stadt und das Umland durchzogen, nur noch von denjenigen in Chicago und New York übertroffen. Doch schon in den 1920er Jahren erwuchs den Eisenbahnen in Gestalt des Automobils eine ernst zu nehmende Konkurrenz, die die Stadt für immer verändern sollte. Noch im Jahr 1939 wurde nördlich der Innenstadt die Union Station, der neue Hauptbahnhof, eröffnet. Doch nur ein Jahr später begrüßten die autobegeisterten Angelenos mit dem Arroyo Seco Parkway die erste von vielen weiteren Stadtautobahnen, die Downtown mit der Nachbarstadt Pasadena verband.
In den 1950er Jahren entschied man in Los Angeles, Bunker Hill, ein ehemals bürgerliches Innenstadtviertel, im Rahmen des so genannten Bunker Hill Redevelopment Project einer Flächensanierung zu unterziehen. So wurden bis ca. Ende der 1960er Jahre praktisch sämtliche Gebäude abgerissen. Das bis dahin hügelige Wohnviertel wurde darüber hinaus zum Teil planiert und die Straßen nach den Kriterien der autogerechten Stadt neu trassiert. Die leeren Blöcke füllten sich nach und nach mit neuen Bürohochhäusern, Plazas in deren Eingangsbereichen und nicht zuletzt einigen bedeutenden kulturellen Einrichtungen. Heute ist dieses Viertel ein nach alten Aufnahmen nicht wieder zu erkennender Teil des Financial District in Downtown.
Seit Mitte des 20. Jahrhunderts wurde die Innenstadt von wohlhabenderen Einwohnern gemieden. Auch zum Einkaufen wurden lange Zeit andere Bereiche der Stadt bevorzugt. Doch seit etwa Mitte der 1990er Jahre sind in Downtown Los Angeles deutliche Merkmale der Gentrifizierung erkennbar. Eine ständig wachsende Zahl älterer Bürohäuser aus der ersten Hälfte des Jahrhunderts, manche davon lange leer stehend, wird zu Lofts umfunktioniert. Dazu trägt auch der Umstand bei, dass die Innenstadt seit 1993 nach einer Pause von über dreißig Jahren wieder gut mit öffentlichen Verkehrsmitteln (siehe Metro Los Angeles) von anderen Teilen der Metropole aus erreichbar ist.

## Verkehr
Downtown L.A. liegt im Zentrum eines wachsenden Schienennetzes für den öffentlichen Nahverkehr. Dazu gehören die Metrolink-Vorortzüge, die in der Union Station halten. Dort besteht auch Zugang zu den Fernzügen der Amtrak. Hinzu kommt das System von U-Bahn und Stadtbahn der Metro Los Angeles, die an verschiedenen Punkten in bzw. unter der Innenstadt Stationen haben. Darüber hinaus ist die Innenstadt von Los Angeles über eine Vielzahl von Stadtautobahnen mit den anderen Teilen der Metropole und mit dem Rest des Landes verbunden.

## Viertel

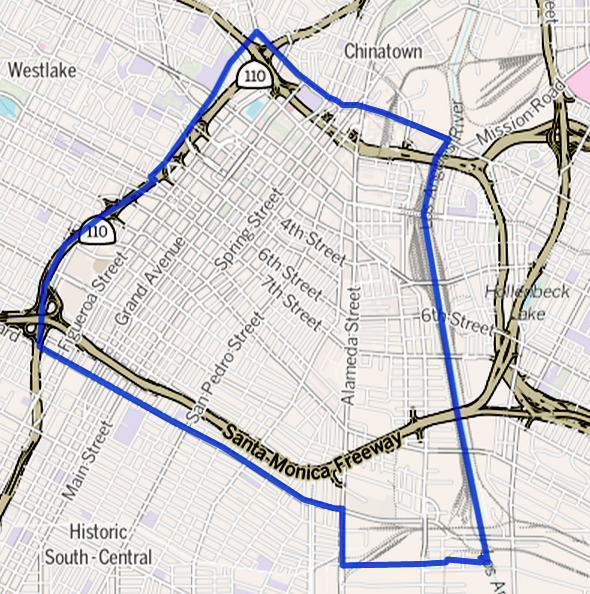
Downtown Los Angeles (innerhalb der blauen Linie; eingezeichnet von der Los Angeles Times)

Zu Downtown L.A. als größerer Stadtregion gehören zahlreiche weitere, klar voneinander unterscheidbare Stadtviertel, z. B.:
- Bunker Hill: Bunker Hill ist das kulturelle Herz der Stadt. Dort befinden sich die weltberühmte Walt Disney Concert Hall, der Dorothy Chandler Pavilion, das Ahmanson Theatre, das Museum of Contemporary Art (MOCA) und The Broad, ein Museum für zeitgenössische Kunst. Aber auch die moderne Cathedral of Our Lady of the Angels, die Kathedrale des katholischen Erzbistums von Los Angeles gehört zu den Sehenswürdigkeiten dieses Viertels. In Bunker Hill steht schließlich auch der U.S. Bank Tower, mit einer Höhe von 310 Metern lange Zeit der höchste Wolkenkratzer der Stadt, bis er im Jahr 2017 vom 335 Meter hohen Wilshire Grand Tower übertroffen wurde. Trotz der hohen kulturellen Dichte gehört Bunker Hill wegen der vielen Bürotürme aus den 1960er bis 1980er Jahren und aufgrund seiner geringen Fußgängerfreundlichkeit zu den weniger belebten Teilen der Innenstadt.
- Chinatown: Nördlich und westlich der Union Station liegt die Chinatown von Los Angeles. Die Ursprünge des Viertels liegen in den 1880er Jahren, als chinesische Einwanderer sich im Viertel um die Alameda und Macy Street niederließen. Nach einer längeren Periode des Niedergangs wurden die Überreste des Viertels in den 1930er Jahren geräumt, um Platz für den Neubau des Hauptbahnhofs zu schaffen. Im Austausch dafür entstand nur wenige Häuserblocks weiter das heutige Viertel. Chinatown ist ein Viertel mit gemischter Struktur voller Restaurants, Bars und Kunstgalerien, das noch immer mehrheitlich von Chinesen bewohnt wird. Das Viertel wird verkehrstechnisch von der Station Chinatown der Gold Line bedient.
- Civic Center: Im Civic Center sind auf wenigen Häuserblocks zahlreiche Behörden konzentriert. So befinden sich hier das Rathaus von Los Angeles, große Teile der Stadtverwaltung, die Verwaltung von Los Angeles County, diverse Bundesstaats- und Bundesbehörden, aber auch mehrere lokale, regionale und Bundesgerichte.
- Historic Core: Dieses Viertel wird westlich und östlich von der Hill und der Main Street begrenzt, im Norden und Süden von 3rd und 9th Street. Hier finden sich bis heute zahlreiche alte Waren- und Bürohäuser und Kinopaläste aus der Zeit von ca. 1890 bis 1930. Eines von ihnen ist das 1893 erbaute Bradbury Building, das zu den ältesten erhaltenen Gebäuden in Downtown L.A. zählt und schon als Kulisse für mehrere Filme diente. Bis etwa zum Zweiten Weltkrieg befand sich hier das eigentliche Geschäftszentrum von Los Angeles. In der Nachkriegszeit machte das Viertel infolge der Suburbanisierung der Stadt eine Zeit des Verfalls durch, in der sich Prostitution auf den Straßen und Leerstand in den Gebäuden breitmachte. In den 1970er und 1980er Jahren war der Tiefpunkt erreicht, als Straßenbanden die Gegend unsicher machten. Noch in den 1990er Jahren schloss das letzte der alten Kinos aus den 1920er Jahren. Seit einigen Jahren sind jedoch deutliche Zeichen einer Renaissance erkennbar. Dazu gehört die aufwändige Renovierung des (erstmals) 1926 eröffneten Orpheum Theatre ebenso wie die wachsende Zahl an renovierten Büropalästen aus der Zeit vor dem Zweiten Weltkrieg. Diese dienen jetzt als Wohnhäuser und tragen dazu bei, die Einwohnerzahl der Innenstadt zu erhöhen, die im Vergleich mit anderen Stadtbezirken lange sehr niedrig war.
- Financial District: Dieser liegt südlich des Bunker Hill District (ab der 5th Street) und erstreckt sich entlang der Flower Street bis zur U-Bahn-Station 7th Street Metro Center (Verknüpfung mit Purple- /Red- und Expoline der Los Angeles Metro Rail). Die Entwicklung dieses Viertels begann erst im letzten Drittel des 20. Jahrhunderts, als Ersatz für den seit den 1960er Jahren heruntergekommenen alten Financial District entlang der östlich gelegenen Spring Street. Zu den zahlreichen markanten Gebäuden des Financial District zählen der 1991 fertiggestellte 55-stöckige 777 Tower, das 1926 im neoägyptischen Stil errichtete Gebäude der Los Angeles Public Library, der 191 Meter hohe Wolkenkratzer des Citi Group Center und der 2017 fertiggestellte Wilshire Grand Tower.
- Jewelry District
- Little Tokyo: Dies ist das japanische Viertel in Los Angeles (siehe auch Japantown). Zwar hat Little Tokyo nicht dieselben Dimensionen wie etwa Chinatown, dennoch finden sich dort zahlreiche japanische Restaurants, Geschäfte, buddhistische Tempel und sogar einige japanische Kirchen.
- Skid Row: Skid Row schließt sich an den Historic Core an und ist für seine hohe Anzahl Obdachloser bekannt. Laut Census Daten der Stadt Los Angeles befinden sich stellenweise mehr als 50.000 Obdachlose in dem Viertel, welches sich östlich der Main Street erstreckt.
- South Park: South Park ist das neue Vergnügungsviertel der Downtown. Das Staples Center, das Los Angeles Convention Center oder L.A. Live befinden sich im südlichsten Stadtviertel der Downtown.

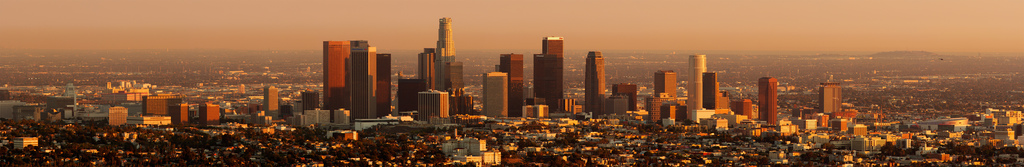
Skyline von Downtown Los Angeles am Abend